# Proclamation Day

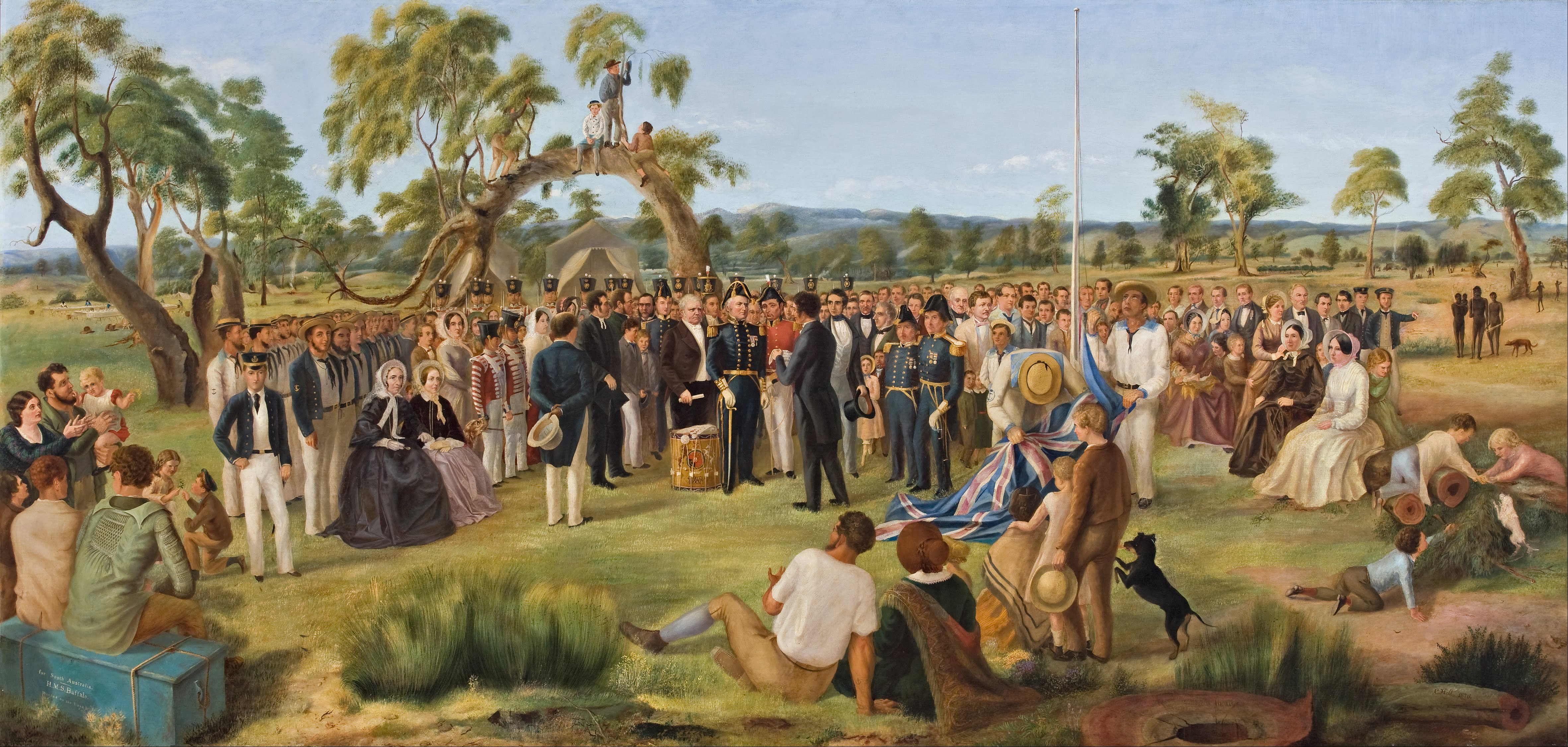
Charles Hill - La Proclamation de l'Australie du Sud (1836)

Proclamation Day (« Jour de la Proclamation » en anglais) est le nom donné à la journée de commémoration ou de proclamation publique de souveraineté dans divers pays ou États anglophones.

## En Australie-Méridionale
Proclamation Day est un jour férié en Australie-Méridionale, qui célèbre la proclamation de la création de l'Australie-Méridionale comme une province britannique. La proclamation a été lue par le capitaine John Hindmarsh, à côté du Old Gum Tree à Glenelg, le 28 décembre 1836. La proclamation assurait la même protection par la loi pour la population locale et pour les colons. C'est maintenant un jour férié en Australie-Méridionale. Bien que fêté le premier jour travaillé après Noël (généralement le 26 décembre), les cérémonies et manifestations officielles ont toujours lieu le 28 décembre.
La proclamation a été imprimée par Robert Thomas (°1782 - 1860), qui était venu d'Angleterre avec sa famille sur le navire l'Africaine, arrivée à Holdfast Bay le 8 novembre 1836. Thomas avait apporté avec lui la première presse à imprimer d'Australie-Méridionale. La presse est une Stanhope Invenit no 200 qui a été exposée à la Bibliothèque d'État jusqu'en 2001. La flotte de colons était composée de 10 navires qui se sont rassemblés à Nepean Bay, avant de se diriger vers la baie d'Holdfast. L'Africaine a été le premier navire à arriver, débarquant ses colons le 9 novembre 1836, suivie par l'Emma, le John Pirie et le Tam O'Shanter. Ils précédaient le Buffalo, le navire du gouverneur John Hindmarsh, pour permettre les préparatifs de la cérémonie, y compris l'impression de la proclamation avant son arrivée le 28 décembre. L'épouse de Thomas, Marie (décédée en 1875) a publié Le Journal de Marie Thomas, dans lequel elle décrit son voyage sur l'Africaine et ses premières années en Australie-Méridionale. Elle y écrit ce qui suit :

« Le 20 décembre 1836, nous avons construit en urgence une cabane à courte distance de nos tentes pour héberger la plus grande partie de notre famille... et c'est dans ce lieu (d'environ 12 pieds carrés), qu'a eu lieu la première impression en Australie-Méridionale. »

Un des enfants de Robert et Mary Thomas était un géomètre qui a aidé le colonel William Light à la recherche de l'emplacement de la future ville d'Adélaïde. Un autre fils, William Kyffin Thomas, a hérité de son père le journal de l'époque, The Register, que ses parents avaient créé. William a eu un fils, également appelé Robert, qui devint à son tour propriétaire du journal. Il a été anobli par le roi Edouard VII en 1909 lorsqu'il présida la première grande conférence de presse à Londres.

## En Australie-Occidentale
Proclamation Day s'y réfère au 21 octobre 1890, le jour où un gouvernement responsable fut officiellement élu en Australie-Occidentale. C'était à l'origine un jour férié dans cet État. mais peu à peu les cérémonies ont été dénaturées par ceux qui voulaient célébrer la journée de huit heures. En 1919, elle fut rebaptisée fête du Travail mais peu de temps après, la célébration changea de date, de sorte que Proclamation Day n'est plus un jour férié en Australie-Occidentale.

## Au Royaume-Uni
Proclamation Day au Royaume-Uni, et dans la plupart autres pays du Commonwealth qui partagent le même monarque, est le jour où un nouveau roi ou reine est proclamé à la suite d'une vacance de la Couronne.
Au Royaume-Uni, l'événement est marqué par la remise de l'Union Flag, qui était en berne, à sa position normale, une exception dans la période de deuil de l'ancien monarque. Toutefois, le drapeau royal, le Royal Standard, n'est jamais mis en berne. Lorsque le souverain meurt, le drapeau est mis en berne et immédiatement hissé à nouveau, conformément au traditionnel: Le Roi est mort ; vive le Roi (The King is dead ; long live the King).